# Mallotus neocavaleriei
Mallotus neocavaleriei är en törelväxtart som beskrevs av Augustin Abel Hector Léveillé. Mallotus neocavaleriei ingår i släktet Mallotus och familjen törelväxter. Inga underarter finns listade i Catalogue of Life.